# Mikołaj Dziekański
Mikołaj Dziekański (ur. 1978 w Warszawie) – polski malarz, dr hab., adiunkt Katedry Rysunku (dla II – V roku) Wydziału Malarstwa Akademii Sztuk Pięknych w Warszawie.

## Życiorys
Jest absolwentem Szkoły Głównej Gospodarstwa Wiejskiego w Warszawie, a w 2005 ukończył studia malarskie w Akademii Sztuk Pięknych w Warszawie. 24 stycznia 2012 obronił pracę doktorską, następnie uzyskał stopień doktora habilitowanego.
Został zatrudniony na stanowisku adiunkta w Katedrze Rysunku (dla II – V roku) na Wydziale Malarstwa Akademii Sztuk Pięknych w Warszawie.